# Parti communiste égyptien
 (février 2017).
Le Parti communiste égyptien est un parti politique d'Égypte fondé en 1921 sous le nom de Parti socialiste égyptien. 
Il devient Parti communiste en 1923 et s'attache à propager le marxisme dans la société égyptienne et développer les luttes sociales en organisant la classe ouvrière et les paysans.
Victimes de la répression, les militants communistes vont scinder leur parti en plusieurs groupes distincts et tenter de se réunir à plusieurs reprises, jusqu'à recréer un Parti communiste en 1958, puis décider de dissoudre celui-ci en 1965.

## Création
Le parti socialiste égyptien est fondé en 1921, à la suite du soulèvement nationaliste dirigé par le parti Wafd contre l'occupant britannique. Le parti est composé notamment d’intellectuels cosmopolites (musulmans, chrétiens, juifs, immigrants récents). Il développe alors des bases solides parmi les syndicalistes égyptiens et étrangers d’Alexandrie.

### Premières années
C’est en 1923 que le Parti devient Parti communiste d'Égypte et adhère à l'Internationale communiste. L’un des dirigeants les plus influents dans le monde syndical, Joseph Rosenthal, est exclu pour « déviations droitières ».
Les problématiques sociales et la situation égyptienne ne permettent pas une implantation forte du mouvement communiste : 96 % de la population est paysanne, et seulement 3 % des Égyptiens travaillent dans des usines, notamment de textile à la faveur de la culture du coton. Le pays est très pauvre, les troubles frumentaires sont courants, les épidémies ravagent les campagnes, la malaria, la bilharziose et le trachome font des ravages. L’espérance de vie est de 27 ans. Les enfants qui travaillent ont entre 6 et 13 ans, sous les coups de fouet des contremaîtres européens.
Dans ces premières années, une grève générale lancée à Alexandrie par la Confédération générale du travail, en février-mars 1924, deux mois après l’installation du premier gouvernement du Wafd, et est durement réprimée. Les leaders égyptiens du mouvement, mais aussi les mutamassirin (minorités égyptianisées considérées péjorativement comme ceux qui prétendent être égyptiens mais qui ne le sont pas vraiment), et une grande proportion de travailleurs étrangers (notamment français) qui militent dans le syndicat et le parti, sont déférés devant les tribunaux et condamnés. Le Parti communiste, décapité, est interdit en 1925, et ses militants isolé ne jouent plus qu'un rôle mineur dans l'histoire égyptienne.

## Les communistes dans la clandestinité
La grande dépression capitaliste des années 1930 d’une part, la montée du fascisme d’autre part, les volontés égyptiennes d’indépendance nationale permettent le développement de l’idée que le modèle que représente l’Union soviétique peut devenir une alternative viable : notamment en ce qui concerne le mouvement de décolonisation et d’indépendance.
Parallèlement, les émeutes arabes en Palestine de 1929, et la grande révolte arabe de 1936-1939 vont accroître l’arabisme et l’islamisme dans les discours politiques égyptiens dominants[réf. nécessaire].
Dans les années 1930, Léon Castro, sioniste de gauche, organise alors des salons débats « Les Essayistes », et les jeunes des communautés francophones, italiennes, arméniennes, juives et grecques se politisent au sein de la gauche anti-fasciste. Cela est permis par la critique du libéralisme égyptien, alliance hétérogène entre la monarchie du roi Farouq, le parti Wafd qui gagnait les élections, et le pouvoir britannique colonial jusqu’en 1936. Ce libéralisme perdit encore de sa légitimité à l’entrée en guerre lorsque les britanniques, inquiets de l’avancée de l’armée nazie de Rommel, encerclèrent le palais royal, arrêtèrent les officiers voyant dans l’avancée allemande des perspectives de libération nationale, et installèrent au gouvernement Moustafa al-Nahhas du Wafd.
Le marxisme se développe alors essentiellement dans les milieux juifs et mutamassirin, car d’un côté, ces populations égyptiennes ou étrangères ne peuvent se reconnaître dans le projet nationaliste arabe du Wafd ou du groupe Jeune-Égypte (fasciste), et de l’autre, elles sont exclues du projet politique islamiste des Frères musulmans. Le marxisme est alors considéré comme un choix alternatif et original par rapport aux luttes et oppositions entre le Wafd et les Frères musulmans.

### L’Aube nouvelle
Dans les années 1930 le communiste grec Sakellaris Yanakakis fonda avec Paul Jacot Descombes, un Suisse né au Caire, et quelques « Essayistes » le groupe Ittihâd Ansâr al-Salâm (la Ligue pacifiste), affiliée au Rassemblement universel pour la paix[réf. nécessaire]. Des militants communistes participèrent à la création du Comité de lutte contre l’antisémitisme pour mener des campagnes contre le nazisme et organiser le boycott des produits allemands. En 1934, fut fondée la Ligue des partisans de la paix qui lança plusieurs campagnes pour condamner l'invasion de Éthiopie par l'Italie fasciste et soutenir la lutte des républicains espagnols.
Paul Jacot Descombes chargea alors trois membres du groupe de se détacher des débats qui traversaient les européens et mutamassirin pour aller organiser la classe ouvrière. Il s’agissait de trois Juifs issus des classes moyennes francophones, mais parlant l’arabe dialectal : Ahmad Sâdiq Sa‘d (Isadore Salvatore Saltiel), Raymond Douiek et Youssef Darwiche. Ils réussirent à s’implanter chez les ouvriers du textile de Shubra El-Kheima, banlieue nord du Caire[réf. nécessaire].
Avec Ahmad Rushdi Sâlih, le 16 mai 1945, ils lancèrent ensemble al-Fagr al-Gadîd (L’Aube nouvelle), un journal marxiste-nationaliste de gauche destiné aux intellectuels.
Le 8 octobre 1945, anticipant la fin de la loi martiale, ils fondent le Lajnat al-‘Ummal li’l-Tahrir al-Qawmi (Comité ouvrier de libération nationale), animés par les dirigeants syndicaux recrutés par Darwiche : Taha Sa‘d ‘Uthman et Mahmud al-‘Askari. Le manifeste de création ne fut signé exclusivement et volontairement que par des ouvriers. Les syndicalistes proches de l’Aube nouvelle lancent en 1942 un journal hebdomadaire basé à Shubra El-Kheima, al-Yara‘ (Le Crayon), et le Comité ouvrier de libération nationale lance al-Damîr (La Conscience) en 1945-1946[réf. nécessaire].
Deux caractéristiques se détachent de ce groupe : la lutte anti-impérialiste et nationaliste, qui rend proche L’Aube nouvelle de l’aile gauche du Wafd, l’Avant Garde wafdiste. Cela a pour conséquence le report de la formation d’un véritable parti communiste ; la direction ouvrière et le recrutement d’ouvriers[réf. nécessaire].
Le Comité envoya comme délégué égyptien le syndicaliste Mohammad Youssef al-Mudarrik au Congrès de fondation de la Fédération syndicale mondiale, en 1945. Une autre organisation marxiste (HAMETU) y envoya un candidat concurrent, Da’ud Nahum, employé juif des grands magasins, représentant les syndicats dans son orbite d’influence[réf. nécessaire].
En septembre 1946, l’Aube nouvelle fonde al-Tali‘a al-Sha‘biyya lil-Taharrur (L’Avant-garde populaire de libération). Plus tard, le nom du groupe fut changé pour Tali‘at al-‘Ummal (l’Avant-Garde ouvrière). Peu nombreux, ses militants conservent tout de même une influence auprès de l’intelligentsia égyptienne et permet de diffuser dans les différentes autres organisations politiques les thèmes de la réforme sociale et les idées marxistes.

### L’Union démocratique (1939) et l'HAMETU (1943-1947)
Henri Curiel, fils d’un banquier juif venu d’Izmir, francophone et naturalisé en 1935, et Marcel Israël, juif arabisé de nationalité italienne, fondent al-Ittihad al-Dimuqrati (l’Union Démocratique) en 1939. Le mouvement s’appuie sur la lutte anti-fasciste et la promotion de la cause des Alliées durant la Seconde Guerre mondiale. Marcel Israël quitte très vite le mouvement dont la composition est jugée trop étrangère, et va fonder Tahrir al-Sha‘b (Libération du peuple), organisation clairement marxiste et tournée vers les Égyptiens. De son côté, Henri Curiel édite des œuvres marxistes grâce à sa librairie al-Midan, développe une école de cadres dans la ferme familiale et lance le journal Hurriyyat al-Shu‘ub (Liberté des peuples). Cela lui permet de crée al-Haraka al-Misriyya lil-Taharrur al-Watani – HAMETU (Mouvement égyptien de libération nationale) en 1943. Le mouvement participe aux grandes manifestations de l’hiver 1945-1946 qui aboutirent à l’évacuation des troupes britanniques des villes. L’HAMETU se fixe comme principaux objectifs la lutte pour l’indépendance et contre l’impérialiste, ainsi que l’éducation politique de la classe ouvrière. Elle revendique 5 600 membres en 1947.

### L’Iskra
Enfin, un troisième groupe autour du journal l’Iskra, animé par Hillel Schwartz (en), autre Juif francophone issu de l’Union Démocratique, rassemble des intellectuels, mutamassirin, des étudiants et des progressistes égyptiens dans la région du Caire. Ce groupe fonde une école Dar al-abahth al-'ilmiya (دار الأبحاث العلمية, la Maison des études scientifiques) qui rassemble quelque 900 militants parmi lesquels Shuhdi_Atiya_ash-Shafi (en), premier musulman à atteindre des responsabilités politiques importantes dans l'organisation communiste, Muhammad ‘Abd al-Ma‘bud al-Gibali, Anouar Abdel Malek, Sharif Hatata, Michel Kamil, Mohamed Sid-Ahmed, Latifa al-Zayyat, Aimée Setton, Soraya Adham et Inji Aflatun. Cependant, le recrutement privilégié dans les hautes classes de la société, notamment via le Lycée français du Caire, fait que 40 % de ses membres sont étrangers,. L'Iskra est une organisation d'avant-garde qui « soulignait la nécessité de mobiliser une réserve révolutionnaire marxiste consciente et des intellectuels afin d'établir une base solide à partir de laquelle l'activité populaire pourrait suivre ». Soraya Adham restera dix mois en prison à la suite de son arrestation en octobre 1949.

## Tentatives d'unifications et divisions dans le mouvement communiste (1947-1955)

### La grève générale de février 1946
Le mouvement de l’hiver 1945-1946 fit la démonstration d’un consensus dans la gauche marxiste égyptienne autour de l’enjeu anti-impérialiste et de libération nationale. En effet, les groupes syndicaux de l’Aube nouvelle lancèrent les premières grèves à Shubra El-Kheima, vite appuyées par les étudiants, l’HAMETU et l’Iskra : ils organisèrent via le Comité national des ouvriers et étudiants (CNOE) une grève générale le 21 février 1946, soutenue par l’Avant-Garde Wafd[réf. nécessaire].
Le 11 juillet 1946, le Premier ministre Isma‘il Sidqi riposte en promulguant une loi réprimant le mouvement syndical et les organisations de gauche. Henri Curiel et de nombreux autres leaders syndicaux et politiques sont arrêtés et emprisonnés. Les luttes fractionnelles qui suivirent l’échec de la grève finirent de briser l’unité de l’éphémère CNOE[réf. nécessaire].

### L’HADITU
C’est par la création le 7 avril 1947 du journal hebdomadaire en langue arabe, Al-Jamahir (en) (en arabe : الجماهير signifie « Les Masses »), édité par Shuhdi Atiya ash-Shafi (en), de l’Iskra, que l’union des mouvements marxistes put naître. La fin des fractions se fit en deux temps : tout d’abord Marcel Israël permit la fusion de son mouvement avec l’Iskra. La nouvelle organisation fut connue comme al-Tali‘a al-Muttahida (Avant-garde Unie) ; ensuite le mois suivant, en mai 1947, elle fusionna avec l’HAMETU pour fonder une nouvelle organisation : al-Haraka al-Dimuqratiyya li’l-Tahrir al-Watani (en arabe : الحركة الديمقراطية للتحرر الوطنى, abréviation حدتو) HADITU (en) (Mouvement démocratique de libération nationale).
Al-Jamâhîr, qui édite à 8 000 exemplaires, permet à HADITU d’avoir l’audience et l’expression publique la plus importante dans les masses égyptiennes comparée aux autres groupuscules marxistes concurrentielles.
L’HADITU joue un rôle essentiel dans la plus grande grève à ce jour en Égypte, qui éclata à la compagnie Misr de tissage et filage à Mahalla al-Kubra, en septembre 1947.
Mais le conflit arabo-sioniste, la guerre en Palestine et la reconnaissance d’Israël créèrent une réelle fracture entre les marxistes égyptiens : entre les juifs accusés de favoriser le sionisme, d’avoir négligé le sentiment arabe, et les égyptiens arabes qui voyaient d’un mauvais œil la reconnaissance du nouvel État par les Soviétiques. En conséquence de quoi en février 1948, Shuhdi_Atiya_ash-Shafi (en) et Anouar Abdel-Malek dirigèrent un groupe qui scissionna de HADITU, accusant Henri Curiel d’être « trop cosmopolite » et « pas assez bolchévisé », d’avoir amené le mouvement marxiste égyptien dans une impasse.
Durant la guerre arabo-israélienne de 1948, la loi martiale est prononcée : le journal Al-Jamâhir est interdit le 15 mai, des centaines de militants sont internés et condamnés à de lourdes peines de prison. Les organisations marxistes continuent de se diviser.
Henri Curiel fut de nouveau arrêté et expulsé d’Égypte le 26 août 1950, en tant qu’étranger, bien que cela faisait 15 ans qu’il fut naturalisé. Rentré en France, il fonde avec Joseph Hazan le « Groupe de Rome », et continuera d’avoir des liens avec HADITU, mais aussi le Parti communiste français et André Marty, qu’il a connu en Égypte[réf. nécessaire].
En 1951, l’influence de l’HADITU et les efforts d’organisation dans la classe ouvrière permirent la tentative de création d’une fédération générale des syndicats égyptiens, forte de 104 syndicats et 65 000 membres. Parmi les acteurs de ce mouvement se trouvent deux membres de l’HADITU : Muhammad Shatta et Muhammad ‘Ali ‘Amer, qui avaient dirigé des grèves dans les usines textiles de la banlieue nord du Caire la même année[réf. nécessaire].
Mais l’incendie du Caire du 26 janvier 1952 avorta la tentative, et une nouvelle vague de répression s’abattit sur les communistes égyptiens : la loi martiale fut décrétée, les publications interdites et les organisations dissoutes.
Dans le même temps, l’HADITU organisa en 1951 le Mouvement de la paix en Égypte, dirigé par Yusuf Hilmi, qui n’était pas communiste, et animé par des intellectuels communistes telle Inji Aflatoun[réf. nécessaire].

### Le parti communiste d’Égypte - Al-Raya (1950)
En janvier 1950, deux étudiants égyptiens en doctorat d’économie à Paris, Fouad Moursi et Isma‘il Sabri ‘Abdallah, adhérents du PCF et formés par lui, rentrèrent en Égypte et fondèrent le Parti communiste d’Égypte, avec le soutien du Parti communiste français et du Parti communiste italien. Plus petite des organisations marxistes égyptiennes, le PCE al-Raya (le Drapeau) attira tout de même à lui les déçus de l’HADITU et des autres fractions : Mustafa Tiba, Sa‘d Zahran et Da’oud ‘Azîz[réf. nécessaire].

## La recherche de l'unité (1955-1965)

### La révolution nassérienne
Lors du renversement du pouvoir monarchique, les mouvements syndicaux et politiques de la classe ouvrière jouèrent un rôle majeur à la suite du coup d’État de Gamal Abdel Nasser et Mohammed Naguib de juillet 1952. La mobilisation des masses encouragea le gouvernement de Naguib à engager des réformes révolutionnaires, notamment la réforme agraire et la fin des privilèges aristocratiques. Cependant, l'amnistie générale prononcée par le nouveau pouvoir ne concerna pas les communistes emprisonnés, sous prétexte qu'ils ne relevaient pas du régime des internés politiques. De plus, en août 1952 éclatèrent des émeutes d’inspiration communiste, notamment dans les usines textiles de Kafr el-Dawwar, au sud d’Alexandrie, et les affrontements avec l’armée firent neuf morts. Les deux meneurs furent condamnés et exécutés.
Tous les groupes marxistes s’opposèrent au coup d’État et à l’arrivée au pouvoir de Gamal Abdel Nasser et des militaires, sauf l’HADITU. En effet, quelques officiers libres étaient en lien avec Henri Curiel et certains même étaient membres de l’HADITU : Ahmed Hamrush, Khaled Mohieddine et le juge Ahmed Fu'ad. Le parti changera sa position sur intervention d’Henri Curiel quelques mois après.
En 1953, Gamal Abdel Nasser interdit tous les partis politiques et forme un parti unique : le Rassemblement de la Libération. Une violente répression s’engage alors contre les militants communistes. Les membres du Conseil Révolutionnaire Égyptien (en) s’allièrent avec les Frères musulmans pour faire taire les aspirations démocratiques de la classe ouvrière, tout en s’engageant dans la phase de réformes agraires et d’inspiration sociales (salaire minimum et sécurité de l’emploi)[réf. nécessaire].
À la suite de la tentative d’assassinat de Gamal Abdel Nasser, le 26 octobre 1954, une vague d’arrestations et d’enfermements touche les militants communistes, au même titre que les commanditaires islamistes de l’attentat, ou que les partisans de Naguib.
En novembre 1956, la France et le Royaume-Uni bombardent l’Égypte : c’est la crise du canal de Suez. Le PCF lance une campagne contre l’agression impérialiste.

### La fusion des différentes fractions (1958)
En février 1955, l'HADITU et six autres organisations fondent le Parti communiste égyptien unifié (en). D'abord exclu de l'organisation, Henri Curiel entre finalement au sein de son Comité Central en 1956. Le Parti ouvre une maison d'édition, Dar al-fikr au début 1956, et apportera son soutien au gouvernement de Gamal Abdel Nasser sous le mot d'ordre « L'impérialisme est le principal ennemi ». La fraction marxiste du PCE al-Raya (le Drapeau) a critiqué très durement cette position[réf. nécessaire].
En octobre 1956, Khaled Mohieddine et des Officiers lancent un journal quotidien du soir, marqué à gauche, et dont nombre de journalistes sont communistes : al-Misâ'.
En 1957, l’Avant-Garde ouvrière devient le Parti communiste ouvrier et paysan.
Entre février et juin 1957, des discussions s'engagent entre le Parti communiste égyptien unifié, la fraction du PCE al-Raya, et le Parti communiste ouvrier et paysan pour fonder le Parti communiste égyptien uni (en). Le PCI par la voix de Velio Spano et le Parti communiste irakien assistent aux pourparlers. Cependant, dès octobre 1957, al-Raya exigera que les juifs soient exclus des instances de direction. Le Parti communiste ouvrier et paysan, ainsi que les membres du Parti communiste égyptien unifié, bien qu'hostiles à cette exigence, cèdent à al-Raya. Finalement, le Parti communiste ouvrier et paysan adhère le 8 janvier 1958 au nouveau Parti communiste d'Égypte (en arabe : Al-Hizb Al-Shuyo'ie Al-Misri). Les membres du « Groupe de Rome » en sont alors exclus.
Très vite, le Parti communiste d'Égypte se scinde en deux groupes distincts : le PCE-Haditu, et le PCE-al-Raya et le groupe Tali‘at al-‘Ummal des anciens de l'Aube nouvelle.
L’écrivain Sonallah Ibrahim fait partie des adhérents du PCE. AInsi que Mohamed Refaat El-Saeed (en) et Soraya Adham.

### La République arabe unie: nouvelles répressions
La rencontre des idéologies panarabes et baasistes voit le jour. Ainsi, le 1er février 1958, la Syrie plébiscite son rattachement à la République arabe unie. Le 22 février, Abdel Nasser remporte son référendum : le Caire devient la capital du nouvel État. Le 14 juillet, les troupes d'Abdul Karim Qasim prennent le pouvoir en Irak avec l'aide du Parti communiste irakien. Cependant, le Parti communiste syrien et son dirigeant élu député Khâled Bakdâche voyaient dans cette union « une fédération de perdants » et refusaient de dissoudre leur organisation dans un parti unique. De plus, les manœuvres d'Abdel Nasser pour soutenir la tentative de coup d'État d'Abd al-Wahab al-Shawaf (en) contre Abdul Karim Qasim ayant échoué, les communistes égyptiens se retrouvèrent entre deux feux : leur soutien à la République arabe unie d'un côté, qui les faisaient jouir d'une grande notoriété au sein de l'Union nationale, et le soutien au régime de libération nationale irakien de l'autre. Le secrétaire de l'Union nationale, Anouar el-Sadate, est obligé d'arrêter les travaux de ses congrès en septembre 1958, puis de menacer les communistes de prison s'ils ne dissolvaient pas leurs partis,.
En mars 1959, tous les journalistes communistes d'al-Misâ' sont licenciés pour avoir publié une manchette dénonçant la tentative ratée de coup d'État en Irak. Khaled Mohieddine lui-même voit son nom disparaître du journal, qui lance par la suite une grande campagne de propagande anticommuniste. En décembre 1959, le mouvement de répression s'abat sur les intellectuels de gauche. Shuhdi Atiya ash-Shafi (en) est arrêté et mourra battu à mort au camp de Abouzabel. Sonallah Ibrahim sera également emprisonné jusqu'en 1964. Mohamed Refaat El-Saeed (en) également, durant quatre ans. Les exactions et tortures ne cesseront qu'à la suite du voyage d'Abdel Nasser en Yougoslavie en juin 1960.

### Dissolutions et intégration au régime
En mars 1964, profitant de la visite de Nikita Khrouchtchev à l'inauguration du barrage d'Assouan, le régime libéra les derniers prisonniers des camps.
En janvier 1965, le journal al-Ahrâm résume ainsi les possibilités offertes aux communistes : « La libération des communistes signifie leur donner l’occasion d’exprimer leur opinion dans les limites de la « Charte patriotique » avec le maintien de la solution policière en réserve s’ils essayaient « de constituer un parti politique public ou secret en Égypte » ou s’ils essayaient « de porter atteinte à la religion ».
Fortement affaiblis, et se trouvant incapables d’articuler une voix indépendante dans le champ politique égyptien, enfermés dans le soutien obligé au régime de Abdel Nasser, et s'appuyant exclusivement sur le l'analyse du processus de révolution nationale rendue possible par une alliance entre la classe ouvrière et la bourgeoisie, les Partis communistes se dissolvent en avril 1965,. La conception marxiste-léniniste de « la révolution par étapes » dont la révolution démocratique bourgeoise en est la première, connaît ici ses limites : le soutien au nassérisme depuis la prison dans laquelle le régime a enfermé nombre de communistes. L'approche maoïste du Front Uni dirigé par le Parti Communiste serait une possibilité de dépassement de cette limite tactique. Par ailleurs, certains communistes estimaient même qu'en dépit de la répression à leur encontre, le régime nassérien était de nature socialiste, et que les militants pouvaient individuellement adhérer à l'Union socialiste arabe, parti unique créé en 1962.

## Le temps de la reconstruction: le Parti communiste aujourd'hui (1975-2017)

### La clandestinité
Des dissidents refusant la dissolution du Parti communiste s'organisèrent autour du journal al-Inisar (Victoire), à partir de 1973. L'actuel Parti communiste s'est reformé en 1975, par quelques membres de l'ancien Parti dissout en 1965. Sous les régimes des présidents Anouar el-Sadat et Hosni Moubarak, le nouveau Parti communiste a fait face à la répression de l'État et a été empêché de se présenter aux élections. Ses membres ont cependant continué à opérer dans la clandestinité jusqu'au renversement de Moubarak en 2011.
Le Parti participe à la grande Révolution égyptienne de 2011. Le 10 mai 2011, il accepte d'entrer dans un «front socialiste» avec quatre autres groupes égyptiens de gauche, la Coalition des Forces Socialistes (en), qui comprend les Socialistes Révolutionnaires (en), le Parti de l'Alliance socialiste populaire (en), le Parti socialiste égyptien (en) et le Parti démocratique ouvrier (en),. Le 15 mai 2011, il annonçait sa sortie de la clandestinité.

### La Révolution de 2011: la Coalition du Front socialiste
De nos jours, le Parti communiste d'Égypte est dirigé par Salah Adly, secrétaire général. En septembre 2012, il annonce son ralliement à la Coalition révolutionnaire démocratique en vue des échéances électorales. Ses militants participent aux manifestations contre la présidence de Mohamed Morsi en 2013. Le Parti communiste s'organise pour récolter les signatures de la pétition lancée par le mouvement Tamarod (تمرد , « rébellion ») et prend part aux rassemblements populaires place Tahrir. Le Parti s'appuie début 2014 sur les nombreux mouvements revendicatifs et de grèves pour remettre en cause le pouvoir d'Al-Sissi qu'il juge être une « dictature militaire ». Cependant, lors des élections présidentielles de mai 2014, le Parti décide de ne soutenir aucun candidat et de laisser la liberté de vote à ses adhérents.
Pour les élections législatives égyptiennes de 2015, le Parti communiste participe à l'alliance pour le Renouveau de l'Égypte (en), autour d'Abdelgelil_Mostafa (en), et de l'Alliance de la Gauche (en), avec le Tammagu (en), mais ne parvient pas à faire élire de candidats.